# 傑西維爾 (伊利諾伊州)
傑西維爾（英語：Jeisyville）是位於美國伊利諾伊州克里斯蒂安縣的一個村落。

## 地理
傑西維爾的座標為39°34′35″N 89°24′27″W / 39.57639°N 89.40750°W，而該地最高點為海拔高度184米（即604英尺）。

## 人口
根據2010年美國人口普查的數據，傑西維爾的面積為0.32平方千米，當中陸地面積為0.32平方千米，而水域面積為0.00平方千米。當地共有人口107人，而人口密度為每平方千米334人。